# سيمون دي مونتفورت (إيرل ليستر الخامس)
سيمون دي مونتفور إيرل ليستر الخامس (حوالي 1175 – 25 يونيو 1218)؛ كان نبيلاً فرنسياً وفارساً في أوائل القرن الثالث عشر، هو ابن سيمون دي مونتفور وأميشيا دي بومون، خلف والده في سيادة مونتفور خلال 1181، تزوج في 1190 من أليكس دي مونتمورنسي كانت شقيقة الكندسطبل ماثيو الثاني، ورافقته خلال حملاته العسكرية والدينية، في 1199 شارك في الحملة الصليبية الرابعة لكنه رفض نهب زارا وانسحب إلى بلاط الملك إيمريك المجر ثم إلى عكا بسبب انحراف مسار الحملة تحت سيطرة البنادقة.
ورثت والدته جزءًا من ممتلكات إيرل ليستر بعد وفاة شقيقها في 1204، لكنه واجه مصادرة الملك جون للأراضي. عاد سيمون إلى فرنسا، وشارك في الحملة الألبيجينية ضد الكثار منذ 1209، وعُيّن قائدًا لها و«فيكونت» الأراضي المصادرة، حصل على أراضٍ من ريموند السادس، كونت تولوز، ما جعله أهم مالك أراضٍ في أوكيتانيا.
عُرف بقسوته في التعامل مع المعارضين، إذ أحرق 140 من الكثار في مينيرف ونفذ عمليات عنف واسعة في القرى الموالية للخصوم، حاز دعم فيليب أوغسطس ملك فرنسا، واستمر في توسيع سيطرته على أراضي جنوب فرنسا، وفي 1213 هزم بيدرو الثاني ملك أراغون في معركة موريه، وعُيّن كونت تولوز ودوق أربونة في 1215.
بعد حصار بوكير الذي دام من يونيو حتى أغسطس 1216، شرع سيمون في حصار تولوز الذي استمر تسعة أشهر، قُتل سيمون في 25 يونيو 1218 أثناء مقاومة المدينة، بعدما سقط حجر منجنيق على رأسه، دُفن في كاتدرائية سانت نازير في قرقشونة، ثم نُقل جسده لاحقاً إلى مونتفور لاموري.

## الأبناء
أنجب سيمون وأليكس:
- أموري لورد مونتفور،[11] تزوج بياتريكس دي فينوا، توفي 1241 أثناء عودته من حملة البارونات.

- سيمون إيرل ليستر السادس،[5] تزوج من إليانور الإنجليزية، قُتل خلال معركة إيفيشام 4 أغسطس 1265.

- غي كونت بيغور،[5] تزوج بيترونيلا كونتيسة بيغور، وتوفي أثناء حصار كاستيلنوداري 20 يوليو 1220.

- أميشيه،[5] تزوج غوشيه دي جوايني، أسست ديراً في مونتارجيس وتوفيت 1252.

- بيترونيلا،[11] أصبحت رئيسة دير سيسترسي في سانت أنطوان.